# Abraxas centralipuncta
Abraxas centralipuncta är en fjärilsart som beskrevs av Rayner 1910. Abraxas centralipuncta ingår i släktet Abraxas och familjen mätare. Inga underarter finns listade i Catalogue of Life.